# Reiter Róbert
Reiter Róbert (Temesvár, 1899. június 6. – Temesvár, 1989. december 17.) költő, műfordító, helytörténész, lapszerkesztő, dramaturg. Műveit két nyelven – magyarul és németül – írta és közölte. 1949 után Franz Liebhard néven romániai német író. Ezen a néven 1942-ben jelent meg első verskötete, a Schwäbische Chronik, ő maga azonban már 1926-tól nem közölt magyarul.

## Életútja

### Korai évek
Középiskoláit szülővárosában, az Állami Főreáliskolában végezte; diákként 1916-ban szerkesztette és kiadta a Holnap című diáklapot. A budapesti, majd 1919 után a bécsi egyetem Bölcsészeti Karán germanisztikát tanult. Egyetemi évei alatt a Pester Lloyd, a temesvári Volkswille, valamint Kassák Lajos avantgárd lapja, a Ma hasábjain láttak napvilágot expresszionista versei, esztétikai tanulmányai, prózai írásai, német és francia szerzőket tolmácsoló műfordításai. Kassák szerint a magyar avantgardizmus „első időszakának egyik legfinomabb hangulatú és legérettebb költője”.

### A két világháború közt
Temesvárott 1919–20-ban a Szociáldemokrata Párt bánsági hivatalos közlönyének, a Munkáslapnak munkatársa, majd szerkesztője. Verseit, cikkeit az Ébredj!, a Temesvári Hírlap és (Német Mihály aláírással) a kolozsvári Napkelet is közli. A levert forradalmak utáni pesszimizmusát, a transzcendenciák felé tájékozódó eszmerendszerét, avantgardista programját a Ma 1922/2–3-as számában közölt Társadalom, művész, művészet című „vázlata” 42 pontjában fejtette ki. 1925-ben a Törekvés szerkesztője, majd a sváb polgári konzervativizmus lapjának, a Banater Deutsche Zeitungnak, s az 1940-es években az ennek örökébe lépő jobboldali Südostdeutschen Tageszeitung, illetve az Ausgabe Temeschburg irodalmi rovatát vezette.

### A II. világháborút követő időszakban
A második világháború végén kényszermunkára vitték a Szovjetunióba, ahonnan 1949-ben hazatérve kapcsolódott be újra az irodalmi és sajtóéletbe. A Temesvarer Zeitung, Banater Schrifftum, Neuer Weg, Volk und Kultur, Neue Literatur, Neue Banater Zeitung munkatársa; 1953–68 között a Temesvári Állami Német Színház irodalmi titkára, s egyidejűleg a helybeli magyar színház dramaturgiai feladatait is ellátta. Élete utolsó éveiben újra írt magyarul is verseket, visszaemlékezéseket, ezeket a temesvári Szabad Szó, a bukaresti Művelődés és A Hét közölte.

## Munkássága
Az expresszionista szabadvers eredeti úttörője a 20. század második és harmadik évtizedének magyar irodalmában. Pályakezdő éveinek mintegy száz magyarul írt verse és szépprózai írása tömör stílusú és nyelvezetű, kora problémáira érzékenyen reagáló műalkotás. Költészete – az újrafelfedeztetésén oly sokat fáradozó Méliusz József szerint – „egyike a kor nagy lírai sikolyainak, háborgó jajdulásainak, a szó és a lélek felzendülése a kiszolgáltatottság, a determináltság kényszerei ellen – egy hallatlan költészeti és erkölcsi opponálás, vijjogó és búgó kitörés a szavak törvényekre épülő világában a nyelv, a személyiség társadalmi lebéklyózottságából a szabadság messze szivárványló birodalma felé”.
Mint műfordító magyarra ültette át többek között Arthur Rimbaud, Ivan Goll, Marcel Martinet, Henri Guilbeaux, Marcel Lecomte, August Stramm, Karl Olten, Ludwig Rubiner, Johannes Robert Becher, Tu Fu, Pa-Lo-Thien verseit, Franz Jung prózai írásait, Hans Suschny avantgardista „színpadi kompozícióját”; németre Újvári Erzsi, Mácza János, Barta Sándor s Kassák több versét. A romániai magyar írók alkotásait szívesen tolmácsolta német anyanyelvén, így kötetnyit fordított Méliusz József verseiből (1965), s több tanulmányban méltatta Franyó Zoltán műfordítói tevékenységét, Endre Károly költői munkásságát.

## Művei (válogatás)
- Franz Ferch, ein Banater Maler (Temesvár, 1940)
- Schwäbische Chronik (1942; újrakiadása 1952)
- Cei șapte din Jimbolia (Petre Solomon fordítása, 1954)
- Der Türkenschatz (1958)
- Glück auf! (1959)
- Die schönsten Gedichte (1964)
- Menschen und Zeiten (1970)
- Miniatura aus vier Jahrzehnten (1972)
- Aurul înălțimilor (Ion Horea fordítása, 1975)
- Banater Mozaik (1977)
- Temesvarer Abendgespräch. Historien, Bilder und andere Prosa (Temesvár, 1978)
- Abends ankern die Augen. Dichtungen / Anhang. Abriss. Künstler, Gesellschaft, Kunstwerk; Wieser, Klagenfurt–Salzburg, 1989
- Elsüllyedt dal. Versek, cikkek, interjúk; szöveggond., bev. Balázs Imre József; Kriterion–Polis, Kolozsvár, 2016